# Cancro Minore
Il Cancro Minore (Cancer Minor in latino) era una costellazione costituita da alcune stelle dei Gemelli situate nei pressi del Cancro. Le stelle di V magnitudine che costituivano il Cancro Minore erano HIP 36616 e 68, 74, 81 e 85 Geminorum, le quali formano un asterismo a forma di freccia. La costellazione fu introdotta da Petrus Plancius nel 1613 e fu riconosciuta per tutto il XVII secolo, ma a partire dal XVIII venne piano piano abbandonata.